# Fiat 1100 T
La gamme de véhicules utilitaires légers Fiat 1100 T (code usine ZFA 217) a remplacé la gamme Fiat 1100F précédente, et a été produite par le constructeur italien Fiat à partir de 1957.

## Historique
Présentée en 1957, cette nouvelle gamme de véhicules légers aux caractéristiques utilitaires très marquées, bénéficie de toute l'expérience de Fiat dans le domaine. Reprenant les caractéristiques de fiabilité et robustesse qui ont fait le succès de la précédente gamme de l'immédiat après-guerre, il était construit sur un châssis renforcé qui s'avèrera être parmi les plus robustes et fiables de l'époque. Disposant du nouveau moteur essence Fiat 103 de 1 089 cm3 développant 38 ch à 4 400 tr/min avec un couple élevé, il offrait une vitesse de 90 km/h avec une charge utile élevée de 1 000 kg. 
La première série des Fiat 1100T était dotée d'un moteur très robuste et fiable, mais c’est surtout la qualité de la transmission et le châssis extrêmement résistant qui permirent de réaliser une véritable gamme de produits comprenant fourgon, châssis cabine et les dérivés commerciaux sur mesure. L'importance de ce véhicule est primordiale pour comprendre le développement des modèles commerciaux produits lors du fameux miracle économique italien des années 1960. 
La gamme Fiat 1100 T sera déclinée en plusieurs séries, et sera le premier véhicule utilitaire léger à ne pas être dérivé d'une automobile comme était le cas précédemment et l'est resté chez nombre de concurrents étrangers :
- Essence :
  - 1957 - Fiat 1100 T, châssis cabine, plateau, fourgon, charge utile 1 000 kg, moteur essence Fiat 103D de 1 089 cm3 développant 38 ch DIN à 4 400 tr/min,
  - 1959 - Fiat 1100 T2, moteur essence Fiat 103G de 1 221 cm3 développant 45 ch DIN,
  - 1963 - Fiat 1100 T2-2, charge utile portée à 1,3 tonne, moteur essence Fiat 116 de 1 295 cm3 développant 48 ch DIN,
  - 1966 - Fiat 1100 T2-3, moteur essence Fiat 115C de 1 481 cm3 développant 53 ch DIN,
  - 1968 - Fiat 1100 T4, moteur essence Fiat 124 AZ2 de 1 438 cm3 développant 51 ch DIN et une charge utile portée à 1 230 kg.
- Diesel : 
  - 1962 - Fiat 1100 TN équipée du moteur Fiat 305D de 1 901 cm3 développant 47 ch DIN,
  - 1968 - Fiat 1100 TN1 équipée du nouveau moteur Fiat diesel 237AZ de 1 895 cm3 développant 47 ch DIN.

C'est en 1971 que la fabrication de ce modèle a pris fin en Italie car en 1966, Fiat V.C. - Fiat Veicoli Commerciali - avait lancé le Fiat 238, le fameux fourgon multi-usage qui venait étoffer l'offre du constructeur.

## Le Fiat 1100 T à l'étranger
Très largement exporté en Europe, le Fiat 1100T a également été fabriqué sous licence à l'étranger :
- Autriche par Steyr et commercialisé à partir de 1959 sous la dénomination Fiat-Steyr 1100 T, avec les mêmes caractéristiques que l'original italien,
- ex Yougoslavie par Zastava, sous les dénominations Zastava 1100 T 1100 TF et 1300 T2.

### La série Fiat 1100T
| Modèle                          | Type                                     | Années de production | Type moteur  | Cylindrée | Puissance ch DIN  | Couple Nm           | PTC en tonnes |
| ------------------------------- | ---------------------------------------- | -------------------- | ------------ | --------- | ----------------- | ------------------- | ------------- |
| Fiat 508F / 1100 L              | Fourgonnette - Camionnette               | 1938 – 1941          | Fiat 108.L   | 1.089     | 30 à 4 400 tr/min |                     | 1,7           |
| Fiat 1100F Furgoncino           | Fourgonnette - Camionnette               | 1939 - 1947          | Fiat 108.L   | 1.089     | 30 à 4 400 tr/min |                     | 1,6           |
| Fiat 1100 ALR Furgoncino        | Fourgonnette - Camionnette               | 1947 – 1948          | Fiat 108.A   | 1.089     | 30 à 4 400 tr/min |                     | 1,7           |
| Fiat 1100 BLR                   | "Giardiniera"                            | 1948 – 1949          | Fiat 108.B   | 1.089     | 30 à 4 400 tr/min |                     | 2,4           |
| Fiat 1100 ELR                   | "Giardiniera"                            | 1949 – 1953          | Fiat 108.BL  | 1.089     | 30 à 4 400 tr/min |                     | 2,4           |
| Fiat 1100-103 Industriale (103) | Pickup                                   | 1954 - 1959          | Fiat 103.E   | 1 089     | 40 à 4 400 tr/min |                     | 1,960         |
| Fiat 1100 T (ZFA 217)           | Camionnette, pickup, fourgon             | 1957 - 1959          | Fiat 103.D   | 1 089     | 38 à 4 400 tr/min |                     | 2,4           |
| Fiat 1100 T2 (217B)             | Camionnette, pick-up, fourgon, ambulance | 1959 - 1963          | Fiat 103.G   | 1 221     | 45 à 5 000 tr/min |                     | 2,5           |
| Fiat 1100 T2 (217D)             | Camionnette, pick-up, fourgon, ambulance | 1963 - 1967          | Fiat 103.G1  | 1 295     | 45 à 4 800 tr/min |                     | 2,5           |
| Fiat 1100 T3 (217E)             | Camionnette, pick-up, fourgon            | 1966 - 1968          | Fiat 115.C   | 1 481     | 53 à 4 800 tr/min |                     | 2,5           |
| Fiat 1100 T4                    | Camionnette, pick-up, fourgon            | 1968 - 1971          | Fiat 124.AZ  | 1 438     | 51 à 4 600 tr/min | 9,7 à 2 500 tr/min  | 2,5           |
| Fiat 1100 TN Diesel             | Camionnette, pick-up, fourgon            | 1962 - 1968          | Fiat 305.D   | 1 901     | 47 à 3 800 tr/min | 10,8 à 2 200 tr/min | 2,75          |
| Fiat 1100 TN1                   | Camionnette, Châssis cabine, Fourgon     | 1968 - 1971          | Fiat 237AZ   | 1.895     | 47 à 3 800 tr/min |                     | 2,93          |
| Zastava 1100 T/TF               | Camionnette, pick-up, fourgon            | 1959 - 1964          | Fiat 103.G   | 1 089     | 45 à 5 000 tr/min |                     | 2,4           |
| Zastava 1100 T2                 | Camionnette, pick-up, fourgon, ambulance | 1959 - 1963          | Fiat 116     | 1 295     | 50 à 4 800 tr/min |                     | 2,5           |
| Fiat 238                        | Fourgon traction avant                   | 1966 - 1981          | Fiat 124.BL  | 1 197     | 44 à 4 600 tr/min | 110 à 2 600 tr/min  | 2,5           |
| Fiat 241T                       | Châssis cabine                           | 1966 - 1979          | Fiat 124.AZ2 | 1 438     | 51 à 4 600 tr/min | 100 à 2 500 tr/min  | 2,8           |